# Nassaulaan (Haarlem)
De Nassaulaan en Nassauplein, voor de demping Kraaienhorstergracht, zijn een straat en plein in de Binnenstad van Haarlem die beide in het verlengde van de Gedempte Oude Gracht liggen en die tot aan de Nieuwe Gracht lopen. Over deze wegen rijden veel bussen vanaf het station richting centrum en vice versa.
Dit maakt de Nassaulaan een belangrijke doorgangsweg in het centrum van Haarlem.

## Historie
Oorspronkelijk lag er op de plek van de Nassaulaan en het Nassauplein de Kraaienhorstergracht, een gracht het verlengde van de Oude Gracht vormde. De Kraaienhorstergracht liep sinds de uitbreiding van het centrum met de Stationsbuurt vanaf de Raaks naar de Nieuwe Gracht. Voor deze uitbreiding mondde de gracht uit in de noordelijke vestiginggracht. In de stadswallen bevonden zich de Magdalenatoren en de Ravensteintoren. Dit waren echter meer blokhuizen dan torens.
In het verlengde van de Kraaienhorstergracht lag tussen de Nieuwe Gracht en de Achter Nieuwegracht de Nieuwe Kraaienhorstergracht die ook wel de Korte Kraaienhorstergracht of Zijdnieuwegracht heette, deze voormalige gracht staat sindsdien bekend als het korte straatje Zijhuizen.
De Kraaienhorstergracht gracht is samen met de Oude gracht in 1858 gedempt. Dit gebeurde nadat in 1852 de drooglegging van de Haarlemmermeer gereed kwam. Door een verminderde doorstroming van het Spaarne en daarmede ook van de stadsgrachten, veroorzaakten de Haarlemse grachten, vooral bij lage waterstand, veel stankoverlast. Dit was aanleiding de grachten te dempen.
Aan de Nassaulaan was tot halverwege de jaren zestig de uitgeverij en drukkerij De Spaarnestad gevestigd. Het gebouwencomplex van De Spaarnestad werd in 1976 gesloopt en hiervoor in de plaats kwamen woningen. Aan de Nassaulaan staan een zestal rijksmonumenten.